# Myrmelachista elata
Myrmelachista elata är en myrart som beskrevs av Santschi 1922. Myrmelachista elata ingår i släktet Myrmelachista och familjen myror. Inga underarter finns listade i Catalogue of Life.